# آمریکایی آرام (کتاب)
«آمریکایی آرام» (انگلیسی: The Quiet American) یک کتاب از گراهام گرین است.